# (105675) Kamiukena
(105675) Kamiukena est un astéroïde de la ceinture principale.

## Description
(105675) Kamiukena est un astéroïde de la ceinture principale. Il fut découvert le 26 septembre 2000 à Kuma Kogen par Akimasa Nakamura. Il présente une orbite caractérisée par un demi-grand axe de 2,86 UA, une excentricité de 0,05 et une inclinaison de 2,0° par rapport à l'écliptique.

## Compléments